# Reyero
Reyero is een gemeente in de Spaanse provincie León in de regio Castilië en León met een oppervlakte van 26,20 km². Reyero telt 128 inwoners (1 januari 2016).

## Demografische ontwikkeling
Bron: INE, 1857-2011: volkstellingen